# Clubiona alpicola
Clubiona alpicola är en spindelart som beskrevs av Kulczynski 1882. Clubiona alpicola ingår i släktet Clubiona och familjen säckspindlar. Utöver nominatformen finns också underarten C. a. affinis.